# 여왕 (여나라)
여왕(呂王)은 중국의 제후왕작으로, 여(呂)나라에 봉해진 왕이다. 역대 여왕의 목록은 다음과 같다.

## 전한
- 추존왕 여선왕
- 추존왕 여도무왕 여택
- 1대 여숙왕 여태 (기원전 187년)
- 2대 여왕 여가 (기원전 187년 ~ 기원전 182년)
- 3대 여왕 여산 (기원전 182년 ~ 기원전 180년)